# Baélls
Baélls est une commune d’Espagne, dans la province de Huesca, communauté autonome d'Aragon comarque de La Litera.

## Géographie
Baélls est un petit village typique en Aragon à l'ouest de la Comarque de Lleida.